# بیله (کرواسی)
بیله (به لاتین: Bilje) یک منطقهٔ مسکونی در کرواسی است که در شهرستان اوسیک-بارانیا واقع شده‌است. بیله ۲۶۰٫۲۱ کیلومتر مربع مساحت و ۵٬۶۴۲ نفر جمعیت دارد و ۸۷ متر بالاتر از سطح دریا واقع شده‌است.